# Apple A5

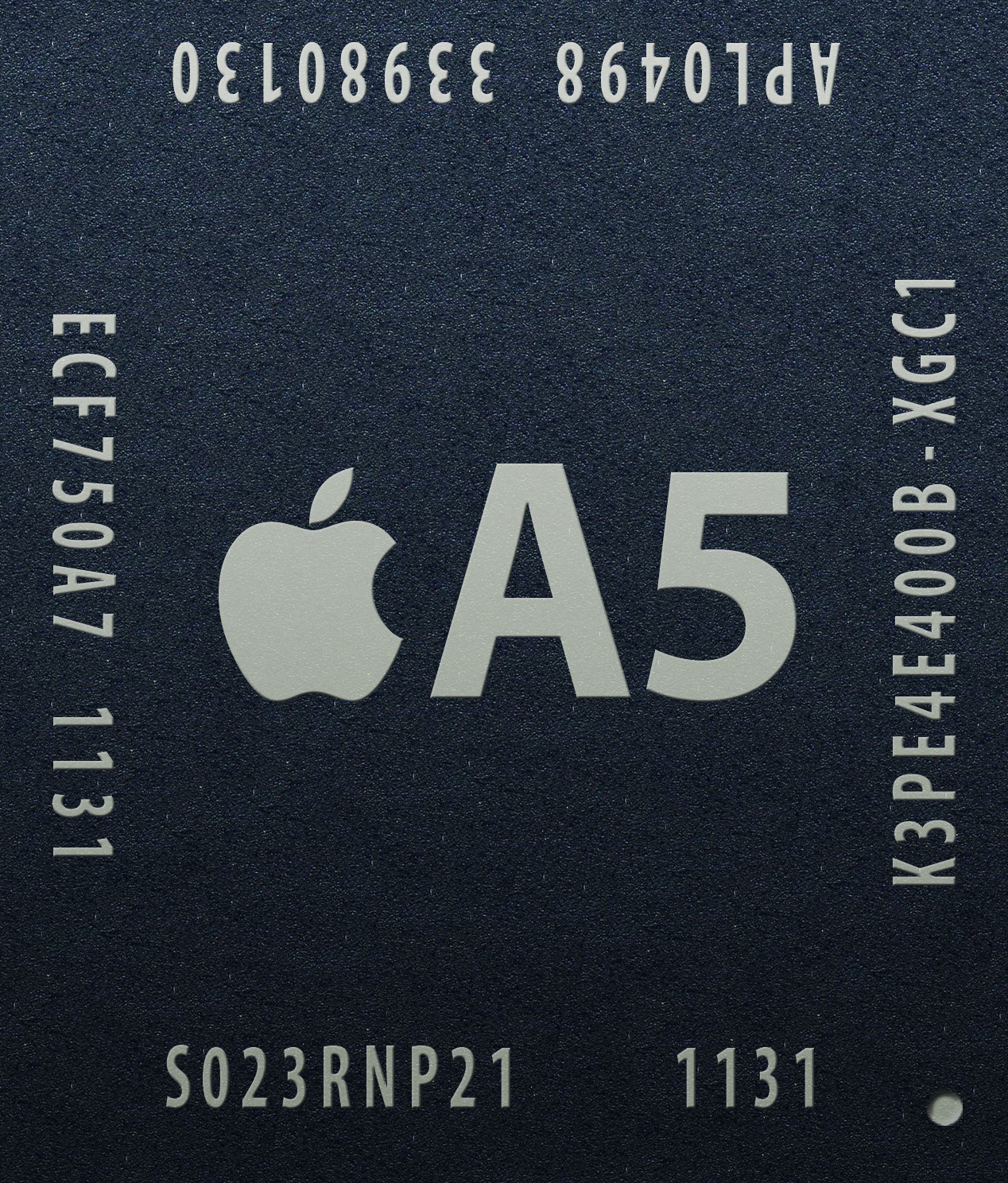
Apple-A5-Chip S5L8940

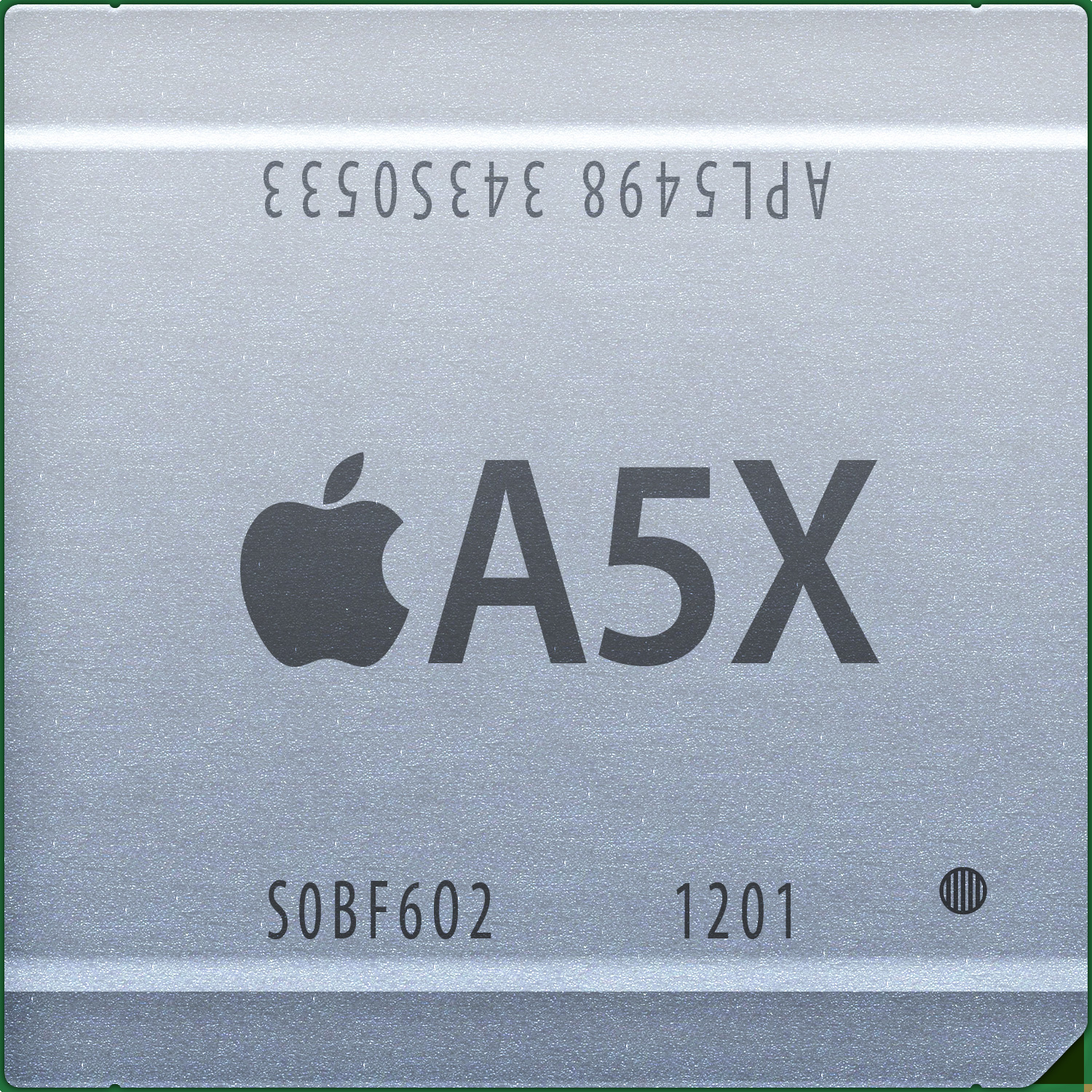
Apple-A5X-Chip

Apple A5 ist der Markenname vier verschiedener System-on-a-Chips, die von Apple in mehreren iOS-Geräten verwendet werden. Sie werden alle von Samsung hergestellt. Die A5-Chips kombinieren einen ARM-Hauptprozessor des Typs Cortex A9 mit einem PowerVR-Grafikprozessor und übernehmen zudem die Funktionen eines herkömmlichen PC-Chipsatzes. Oftmals wird die Bezeichnung Apple A5 bzw. A5X alleine für den Arm-Prozessor verwendet, dies ist aber nicht richtig. Der A5 gehört zu den S5L SoCs.
Der erste A5-Chip wurde im März 2011 als Teil des iPad 2 vorgestellt. Diese Variante kommt neben dem iPad 2 nur im iPhone 4s vor. Weitere Revisionen wurden in nachfolgenden Apple-Geräten verbaut.
Vorgänger des A5 ist der Apple A4, Nachfolger ist der Apple A6.

## Technik
Es gibt insgesamt vier verschiedene Revisionen des A5-Chips. Jede Revision hat 32 KiB Daten- und 32 KiB Instruktionscache, hinzu kommen noch 1024 KiB Level-2-Cache. Alle A5-Chips beherrschen den Armv7-Befehlssatz.

### A5
Der Apple A5 kommt in insgesamt drei verschiedenen Versionen vor, die zwischen März 2011 und Anfang 2013 vorgestellt wurden. Er wird in folgenden Produkten eingesetzt:
- iPad 2 (2011): erste Version (45 nm S5L8940)
- iPad 2,4 (2012): Revision A (32 nm S5L8942)
- iPhone 4s (2011): erste Version (45 nm S5L8940)
- Apple TV 3 (2012): Revision A (32 nm S5L8942), ein Kern deaktiviert
- iPod touch 5. Generation (2012): Revision A (32 nm S5L8942)
- iPad mini (2012): Revision A (32 nm S5L8942)
- Apple TV 3 Rev A (2013): Revision B (32 nm S5L8947)
- iPad 3 (2012): A5X (45 nm S5L8945)

#### A5 (erste Version)
Der erste A5-Chip S5L8940 wurde am 2. März 2011 als Teil des iPad 2 vorgestellt. Er verfügt über 512 MB SDRAM-Speicher und zwei Arm-Cortex A9-Prozessorkerne. Die Taktfrequenz ist variabel und wird durch iOS den Anforderungen an das Gerät angeglichen. Der Kerntakt des Arm Cortex A9 beträgt normalerweise 1,2 GHz, wurde jedoch von Apple herabgesetzt. So beläuft sich der Standardtakt beider Kerne im iPad 2 auf 1 GHz, beim iPhone 4s auf 800 MHz. Benchmarks zeigen eine Leistungssteigerung von mindestens 56 % gegenüber dem ebenfalls mit 1 GHz getaktetem A4-SoC im iPad der ersten Generation. Der erste A5 wird im 45-nm-Verfahren hergestellt. Bedingt durch den zweiten Kern ist er mit 12,1 × 10,1 mm größer als der A4 (7,3 × 7,3 mm). Als Grafikprozessor kommt ein PowerVR SGX 543MP2 mit zwei Prozessorkernen von Imagination Technologies zum Einsatz. Diese haben einen Kerntakt von 200 MHz. 

#### A5 Revision A
Der A5 Revision A S5L8942 wurde mit dem Apple TV der 3. Generation am 7. März 2012 vorgestellt. Er unterscheidet sich nur kaum vom ersten A5, mit der Ausnahme, dass der A5 Rev A im 32-nm-Verfahren hergestellt wird. Dadurch verkleinert sich die Grundfläche um ca. 40 % auf 69 mm2 und der Stromverbrauch wird reduziert. Beim Apple TV der 3. Generation wurde im A5 Rev A ein Cortex-A9-Prozessorkern deaktiviert. Neben dem Apple TV der 3. Generation verwenden auch das iPad mini, der iPod touch der 5. Generation und das im April 2012 eingeführte iPad 2,4 den A5 Rev A. In Tests der Seite Anandtech führte der S5L8942 im iPad 2,4 zu 15–30 % längeren Akkulaufzeiten.

#### A5 Revision B
Der A5 Revision B mit der Bezeichnung S5L8947 wurde Anfang 2013 mit dem Apple TV 3G Revision A (AppleTV3,2) eingeführt und auch nur dort verwendet. Der A5 Rev B verfügt als einziger A5-Chip nur über einen Prozessorkern und eine externe Speicheranbindung. Als Grafikprozessor kam ein PowerVR SGX 543MP1 zum Einsatz. Grund für die Einführung der Revision B war ein günstigerer Herstellungsprozess, da der bis dahin verwendete Revision-A-Chip über zwei Prozessorkerne verfügte, von welchem im ATV 3G jedoch ein Kern nicht benötigt und somit deaktiviert wurde. Die Herstellung erfolgte ebenfalls im 32-nm-Verfahren, der Chip hatte die Kennung APL7498 und die Größe des Dies betrug 37,8 mm².

### A5X
Der A5X-S5L8945-Chip kommt nur im iPad der 3. Generation vor. Er wurde zusammen mit diesem im Frühjahr 2012 vorgestellt. Der A5X wird wie der erste A5 im 45-nm-Verfahren hergestellt. Er verwendet jedoch 1024 MB SDRAM-Speicher und als GPU kommt hier der Grafikchip PowerVR SGX 543MP4 zum Einsatz, der über vier ebenfalls mit 200 MHz getaktete Prozessorkerne verfügt. Nach Angaben von Apple bietet dieser gegenüber dem im A5 eingesetzten 543MP2 die doppelte Grafikleistung. Aufgrund der gestiegenen Wärmeentwicklung musste das Gehäuse des Prozessors für eine bessere Wärmeabstrahlung aus Metall gefertigt werden. Die Abmessungen des Chips betragen 12,82 mm × 12,71 mm, was eine Grundfläche von 162,94 mm2 ergibt.